# Полимер ојачан угљеничним влакнима
Полимер ојачан угљеничним влакнима, пластика ојачана угљеничним влакнима или термопластика ојачана угљеничним влакнима (ПОУВ, или често једноставно угљенична влакна, или чак карбон), је изузетно издржљив и лаган полимер ојачан влакнима који садржи угљенична влакна.
Полимер ојачан угљеничним влакнима може бити скуп за производњу, али се уобичајено користи кад год је потребан висок однос издржљивости према маси као и чврстина. Користи се у авиоиндустрији, аутомобилској и грађевинској индустрији, производњи спортске опреме, и све више других потрошачких и техничких примена.
Везујући полимер је обично термостврдњавајућа смола као што је епокси, али понекад се користе и други термостврдњавајући или термопластични полимери као што су полиестер, винил естер или најлон. Композит може да садржи и друга влакна као што су арамиди попут кевлара, тварона, алуминијума, полиетилена ултра велике молекуларне тежине, или стаклених влакана. На својства финалног производа од полимера ојачаног угљеничним влакнима такође може да утиче и врста адитива који се додају у везујућу матрицу (смолу). Најчешћи адитив је силицијум диоксид, али могу да се користе и други адитиви као што су гума или угљеничне наноцеви.
Овај материјал се такође назива и полимером ојачаним графитом или полимером ојачаним графитним влакнима. У маркетиншкој употреби, понекад се просто назива скраћено графитна влакна.